# Relaciones Afganistán-Unión Soviética

Una de las numerosas banderas usadas por Afganistán, esta fue adoptada en el año 1978 y basada, como la de la URSS, en la Bandera roja.

Las relaciones Afganistán-Unión Soviética se extendieron durante todo el tiempo que existió la Unión de Repúblicas Socialistas Soviéticas con independencia del régimen político de Afganistán manteniendo siempre entre ambos países relaciones diplomáticas.

## Inicios
El 27 de marzo de 1919, el gobierno soviético fue el primer gobierno en el mundo que reconoció la independencia y soberanía de Afganistán y la apoyó mientras se desarrollaba la tercera guerra anglo-afgana (del 3 de mayo al 3 de junio de 1919). Al término de esta guerra, Gran Bretaña se vio obligada a firmar un tratado de paz con Afganistán, reconociendo así por primera vez su independencia. Los británicos exigieron reiteradamente la ruptura de relaciones diplomáticas entre Afganistán y la URSS. En 1923, presentaron a la URSS el llamado «ultimátum de Curzon», una de cuyas principales exigencias era retirar el personal diplomático soviético en Afganistán y el reconocimiento a su independencia y soberanía.
El emir Amanulá Khan le envió al revolucionario Lenin una histórica carta en diciembre de 1920.
En enero de 1929, Habibulá Kalakani ocupó Kabul, derrocó al Gobierno y se proclamó emir de Afganistán con el apoyo en dinero y armas del imperio británico. En su número del 28 de febrero de 1929, el diario inglés Daily Mail escribió que Humphreys, representante de la Gran Bretaña en Kabul, «ayudó al hombre fuerte del momento [Habibullah Kalakani] para hacerse con el poder».
En 1933, Mohamed Nadir Shah es asesinado por un estudiante durante una ceremonia de entrega de diplomas, sucediéndole su hijo Mohamed Zahir Shah, que hoy es reconocido oficialmente como Padre de la Patria (desde 2002). En 1953, nombra a su primo Mohammed Daud primer ministro, el cual aprovecha para aislar y tratar de apartar a Zahir Shah del gobierno del país. Para ello inicia un acercamiento a la URSS, que a mediados de los años 50 envía asesores e instructores militares para ayudar en la ampliación y modernización de las fuerzas armadas afganas. En junio de 1955 se firmó el acuerdo soviético-afgano sobre tránsito; de conformidad con él, las mercancías de Afganistán podían transitar libremente, exentas de derechos aduaneros, por territorio soviético con destino a terceros países; lo que representó un beneficio para el abastecimiento del país y lo liberó de la dependencia de los puertos pakistaníes y sus aduanas.
Pero en 1963, el rey depuso a Daud, y asumió personalmente el gobierno, especialmente para normalizar las relaciones con Pakistán. En 1964 promulgó la primera constitución del país que convirtió a Afganistán en una democracia parlamentaria limitada. Entre otros puntos, la constitución recogía la exclusión de la familia real de la mayoría de los puestos de la administración; la celebración de elecciones libres; el reconocimiento de los derechos civiles; la igualdad de derechos entre varones y mujeres, incluyendo el derecho a voto (por primera vez en la historia del país), al trabajo y a la educación también para las mujeres. Abolía el purdah (que obliga a las mujeres a cubrirse totalmente en público mediante el uso de burkas o ropas similares). En estos años se fundó la Universidad de Kabul (primera universidad del país), con el apoyo de académicos soviéticos.

## República de Daud
Pero Mohammed Daud esperaba su oportunidad, y en julio de 1973, mientras el rey Zahir Shah se encontraba en Italia recibiendo tratamiento médico, Daud dio un golpe de Estado y proclamó la República. Obtuvo algunas ventajas por parte de la Unión Soviética dada su condición teórica de político de izquierdas, si bien su modo de gobierno, autoritario, tenía tintes populistas al tiempo que trataba de profundizar en políticas de económica de carácter capitalista que, al final, resultaron en fracaso. Daud fundó su propio partido, el Partido Revolucionario Nacional, y a la vez que eliminaba del panorama político a los elementos islamistas, se acercaba al Irán del Shah y los Estados Unidos, abandonando poco a poco sus vínculos con la URSS.
El 05/11/1976 se firmó el Acuerdo sobre el estado, funcionamiento y mantenimiento de la superficie de paso del gasoducto entre Afganistán y la URSS a través del Amu-Darya.

## República socialista
En abril de 1978, triunfó una Revolución socialista que proclamó al país República Democrática e inició notables reformas. El presidente Nur Mohammad Taraki firmó el Tratado de Amistad, Buena Vecindad y Cooperación entre la Unión de Repúblicas Socialistas Soviéticas y la República Democrática de Afganistán con la URSS en diciembre de 1978. La URSS le otorgó al gobierno afgano ayuda material y militar.
En virtud de este acuerdo, la URSS intervino en Afganistán en diciembre de 1979 para frenar los levantamientos integristas iniciados desde abril de 1978. Las fuerzas soviéticas se retiraron ordenadamente en enero de 1989 y la superpotencia siguió siendo el principal socio comercial y de asistencia humanitaria de Afganistán hasta la disolución de la república en 1992.